# Chiesa dell'Immacolata (Amalfi)
La chiesa dell'Immacolata è una chiesa ubicata ad Amalfi, nella frazione di Pogerola.

## Storia
La chiesa venne costruita nel XVII secolo come sede della confraternita della Madonna del Carmine, da cui la struttura prendeva il nome. Tra il 1736 e il 1760 venne ristrutturata: durante i lavori fu posato il pavimento, completato l'altare maggiore e sistemati gli stalli lignei. Nel XIX secolo la confraternita cambiò titolo in quello dell'Immacolata Concezione: anche la chiesa mutò la propria denominazione; la confraternita cessò si esistere agli inizi del XX secolo. Altri lavori di restauro si ebbero nel 2018.

## Descrizione
La chiesa condivide il pronao con il vicino santuario della Madonna delle Grazie, ponendosi perpendicolare a esso. Superato l'unico ingresso, posto sul lato destro della controfacciata, internamente si presenta in un unico ambiente di forma rettangolare, con volte a botte lunettata, divisa in due da un sottarco: lungo le pareti sono disposti gli stalli in legno e lungo la parete di destra si aprono tre finestre che si affacciano sulla piazza principale di Pogerola.
Sul fondo della chiesa è il presbiterio con l'altare maggiore: alla parete un trittico del XVIII secolo raffigurante la Madonna tra i santi Domenico e Filippo; sempre sull'altare maggiore, in due teche, le statue lignee di San Rocco e dell'Immacolata Concezione. La pavimentazione è in cotto con una fascia in maioliche a disegni geometrici. Alla sinistra del presbiterio una porta conduce alla sacrestia.